# قائمة حلقات السماوات المتساقطة
قائمة حلقات السماوات المتساقطة، مسلسل خيال علمي أمريكي من إعداد روبرت رودات والمنتج المنفذ ستيفين سبيلبرغ. المسلسل من بطولة نوا وايلي بدور توم مايسون، أستاذ تاريخ سابق بجامعة بوسطن، يصبح الرجل الثاني بقيادة فوج ميليشيا ماساتشوستس الثاني، مجموعة من المقاتلين المدنيين هربوا من مدينة بوسطن بعد ان هاجمتهم كائنات فضائية، ادت إلى انهيار الكوكب قبل ستة أشهر من أحداث الموسم الأول. بدأ عرضه في 19 يونيو، 2011 في الولايات المتحدة على قناة "TNT".

## نظرة عامة
| الموسم | الموسم | عدد الحلقات | الموسم         | الموسم         |
| الموسم | الموسم | عدد الحلقات | أول عرض        | اخر عرض        |
| ------ | ------ | ----------- | -------------- | -------------- |
|        | 1      | 10          | 19 يونيو، 2011 | 7 أغسطس، 2011  |
|        | 2      | 10          | 17 يونيو، 2012 | 19 أغسطس، 2012 |
|        | 3      | 10          | 9 يونيو، 2013  | 4 أغسطس، 2013  |
|        | 4      | 12          | 22 يونيو، 2014 | 31 أغسطس، 2014 |
|        | 5      | 10          | 28 يونيو، 2015 | 30 أغسطس، 2015 |

## الحلقات

### الموسم الأول (2011)
بدأ عرض الموسم الأول في 19 يونيو، 2011 وانتهى في 7 أغسطس، 2011.
| تسلسل إجمالي | تسلسل الموسم | عنوان الحلقة      | إخراج               | كتابة                 | تاريخ العرض    | عدد المشاهدين (بالمليون) |
| ------------ | ------------ | ----------------- | ------------------- | --------------------- | -------------- | ------------------------ |
| 1            | 1            | "عش وتعلم"        | كارل فرانكلين       | روبرت رودات           | 19 يونيو، 2011 | 5.91                     |
| 2            | 2            | "مستودع الأسلحة"  | غريغ بيمان          | غراهام يوست           | 19 يونيو، 2011 | 5.91                     |
| 3            | 3            | "سجين الحرب"      | غريغ بيمان          | فريد غولان            | 26 يونيو، 2011 | 4.20                     |
| 4            | 4            | "نعمة"            | فريد توي            | ميليندا سو تايلور     | 3 يوليو، 2011  | 4.07                     |
| 5            | 5            | "القتل الصامت"    | فريد توي            | جو وايزبيرغ           | 10 يوليو، 2011 | 3.90                     |
| 6            | 6            | "ملجأ (جزء 1)"    | سيرجيو ميميكا-جيزان | جويل أنديرسون تومبسون | 17 يوليو، 2011 | 4.27                     |
| 7            | 7            | "ملجأ (جزء 2)"    | سيرجيو ميميكا-جيزان | ميليندا سو تايلور     | 24 يوليو، 2011 | 4.07                     |
| 8            | 8            | "ماذا يختبىء تحت" | أنثوني هيمينغواي    | مارك فيرهايدن         | 31 يوليو، 2011 | 4.31                     |
| 9            | 9            | "تمرد"            | هولي دايل           | جو وايزبيرغ           | 7 أغسطس، 2011  | 5.70                     |
| 10           | 10           | "ثمان ساعات"      | غريغ بيمان          | مارك فيرهايدن         | 7 أغسطس، 2011  | 5.54                     |

### الموسم الثاني (2012)
بدأ عرض الموسم الأول في 17 يونيو، 2012 وانتهى في 19 أغسطس، 2012.
| تسلسل إجمالي | تسلسل الموسم | عنوان الحلقة                 | إخراج           | كتابة                      | تاريخ العرض    | عدد المشاهدين (بالمليون) |
| ------------ | ------------ | ---------------------------- | --------------- | -------------------------- | -------------- | ------------------------ |
| 11           | 1            | "عالم ممزق"                  | غريغ بيمان      | مارك فيرهايدن              | 17 يونيو، 2012 | 4.46                     |
| 12           | 2            | "فلنجتمع عند النهر"          | غريغ بيمان      | برادلي تومبسون وديفيد ويدل | 17 يونيو، 2012 | 4.46                     |
| 13           | 3            | "بوصلة"                      | مايكل كاتيلمان  | براين او                   | 24 يونيو، 2012 | 3.81                     |
| 14           | 4            | "الدماء الشابة"              | ميغيل سابوتشنيك | هيذر في. ريغنير            | 1 يوليو، 2012  | 3.39                     |
| 15           | 5            | "الحب وأفعال الشجاعة الاخرى" | جون دال         | جو وايزبيرغ                | 8 يوليو، 2012  | 3.64                     |
| 16           | 6            | "العودة للوطن"               | غريغ بيمان      | براين او                   | 15 يوليو، 2012 | 3.61                     |
| 17           | 7            | "مولون لايب"                 | هولي دايل       | برادلي تومبسون وديفيد ويدل | 22 يوليو، 2012 | 3.45                     |
| 18           | 8            | "مسير الموت"                 | سيث مان         | هيذر في. ريغنير            | 5 أغسطس، 2012  | 3.34                     |
| 19           | 9            | "ثمن العضمة"                 | ادم كاين        | مارك فيرهايدن              | 12 أغسطس، 2012 | 3.46                     |
| 20           | 10           | "وحدة متكاملة"               | غريغ بيمان      | برادلي تومبسون وديفيد ويدل | 19 أغسطس، 2012 | 3.84                     |

### الموسم الثالث (2013)
بدأ عرض الموسم الأول في 9 يونيو، 2013 وانتهى في 4 أغسطس، 2013.
| تسلسل إجمالي | تسلسل الموسم | عنوان الحلقة         | إخراج               | كتابة                                | تاريخ العرض    | عدد المشاهدين (بالمليون) |
| ------------ | ------------ | -------------------- | ------------------- | ------------------------------------ | -------------- | ------------------------ |
| 21           | 1            | "في مرحلة خطرة"      | غريغ بيمان          | ريمي اوبوشون                         | 9 يونيو، 2013  | 4.21                     |
| 22           | 2            | "أضرار جانبية"       | جيمس مارشال         | برادلي تومبسون وديفيد ويدل           | 9 يونيو، 2013  | 4.21                     |
| 23           | 3            | "الأراضي الوعرة"     | ديفيد سولومان       | جون ويرث                             | 16 يونيو، 2013 | 2.79                     |
| 24           | 4            | "بأي ثمن"            | غريغ بيمان          | هيذر في. ريغنير                      | 23 يونيو، 2013 | 3.55                     |
| 25           | 5            | "البحث والإنقاذ"     | سيرجيو ميميكا-جيزان | جوردان روسينبيرغ                     | 30 يونيو، 2013 | 3.22                     |
| 26           | 6            | "كن صامتاً واخرج"     | ادم كاين            | برادلي تومبسون، ديفيد ويدل وجون ويرث | 7 يوليو، 2013  | 3.49                     |
| 27           | 7            | "خط الجنود"          | سيرجيو ميميكا-جيزان | هيذر في. ريغنير وجوردان روسينبيرغ    | 14 يوليو، 2013 | 3.33                     |
| 28           | 8            | "مشروب غريب"         | ديفيد سولومان       | جون ويرث                             | 21 يوليو، 2013 | 3.74                     |
| 29           | 9            | "الرحلة إلى خيبالبا" | جوناثان فرايكس      | برادلي تومبسون وديفيد ويدل           | 28 يوليو، 2013 | 3.06                     |
| 30           | 10           | "البرازيل"           | غريغ بيمان          | ريمي اوبوشون                         | 4 أغسطس، 2013  | 3.74                     |

### الموسم الرابع (2014)
بدأ عرض الموسم الأول في 22 يونيو، 2014 وانتهى في 31 أغسطس، 2014.
| تسلسل إجمالي | تسلسل الموسم | عنوان الحلقة       | إخراج                | كتابة                      | تاريخ العرض    | عدد المشاهدين (بالمليون) |
| ------------ | ------------ | ------------------ | -------------------- | -------------------------- | -------------- | ------------------------ |
| 31           | 1            | "أشباح في الماكنة" | غريغ بيمان           | ديفيد آيك                  | 22 يونيو، 2014 | 3.67                     |
| 32           | 2            | "العين"            | سيرجيو ميميكا-جيزان  | كارول باربي                | 29 يونيو، 2014 | 2.96                     |
| 33           | 3            | "المنفى"           | ميكائيل سولومان      | جوش باتيه                  | 6 يوليو، 2014  | 2.75                     |
| 34           | 4            | "تطور أو مُت"       | بيل إيغيلس           | إم. رايفين ميتزنير         | 31 يوليو، 2014 | 2.78                     |
| 35           | 5            | "حرب العقول"       | ناثانييل غودمان      | بروس مارشال غودمان         | 20 يوليو، 2014 | 2.79                     |
| 36           | 6            | "الباب رقم ثلاثة"  | جوناثان فرايكس       | ميليسا غلين                | 27 يوليو، 2014 | 2.65                     |
| 37           | 7            | "مجزرة ليلة السبت" | اولاتوندي اوسونسانمي | برادلي تومبسون وديفيد ويدل | 3 أغسطس، 2014  | 2.73                     |
| 38           | 8            | "شيء له ريش"       | ديفيد سولومان        | رايان موتشيرد              | 10 أغسطس، 2014 | 2.51                     |
| 39           | 9            | "حتى يفرقنا الموت" | غريغ بيمان           | كارول باربي                | 17 أغسطس، 2014 | 2.46                     |
| 40           | 10           | "قش الرسم"         | ادم كاين             | جوش باتيه                  | 24 أغسطس، 2014 | 2.56                     |
| 41           | 11           | "إستطلاع الفضاء"   | اولاتوندي اوسونسانمي | إم. رايفين ميتزنير         | 31 أغسطس، 2014 | 2.39                     |
| 42           | 12           | "صوب نحو القمر"    | غريغ بيمان           | ديفيد آيك                  | 31 أغسطس، 2014 | 2.43                     |

### الموسم الخامس (2015)
بدأ عرض الموسم الأول في 28 يونيو، 2015 وانتهى في 30 أغسطس، 2015.
| تسلسل إجمالي | تسلسل الموسم | عنوان الحلقة                   | إخراج                | كتابة           | تاريخ العرض    | عدد المشاهدين (بالمليون) |
| ------------ | ------------ | ------------------------------ | -------------------- | --------------- | -------------- | ------------------------ |
| 43           | 1            | "ابحث عن محاربك"               | اولاتوندي اوسونسانمي | ديفيد آيك       | 28 يونيو، 2015 | 2.04                     |
| 44           | 2            | "آلام الجوع"                   | اولاتوندي اوسونسانمي | مارك دوب        | 5 يوليو، 2015  | 1.82                     |
| 45           | 3            | "هاتشلينغس"                    | روب لايبيرمان        | جوناثان غلاسنير | 12 يوليو، 2015 | 1.88                     |
| 46           | 4            | "بوب بريكس باد"                | بيتير ليتو           | جاك كيني        | 19 يوليو، 2015 | 1.96                     |
| 47           | 5            | "الافراد غير الاساسيين"        | اولاتوندي اوسونسانمي | جيم بارنس       | 26 يوليو، 2015 | 2.03                     |
| 48           | 6            | "مهلة"                         | جوناثان فرايكس       | أيانا أي. فلويد | 2 أغسطس، 2015  | 1.93                     |
| 49           | 7            | "كلٌ لديه أسبابه"               | مات إيرل بيزلي       | رايان موتشيرد   | 9 أغسطس، 2015  | 1.98                     |
| 50           | 8            | "المعسكر الرابع عشر، فيرجينيا" | نوا وايلي            | جاك كيني        | 16 أغسطس، 2015 | 1.94                     |
| 51           | 9            | "لم الشمل"                     | براد تيرنير          | مارك دوب        | 23 أغسطس، 2015 | 1.76                     |
| 52           | 10           | "متجدد"                        | اولاتوندي اوسونسانمي | ديفيد آيك       | 30 أغسطس، 2015 | 2.39                     |